# Provisional IRA Belfast Brigade
Die Provisional Irish Republican Army Belfast Brigade war die größte Brigade der Organisation und hatte ihren Sitz in Belfast. Sie wurde zusammen mit der Provisional IRA im Jahr 1969 gegründet. Historisch war sie in drei Bataillone gegliedert. Es gab zwei im überwiegend katholischen Westen und eines für die restlichen verstreuten katholischen Teile der Stadt. Das erste Bataillon operierte in den westlichen Stadtteilen Andersonstown, Lenadoon und Twinbrook. Das zweite Bataillon war in den Stadtteilen Falls, Clonard und Ballymurphy aktiv, die ebenfalls in Westbelfast liegen. Das dritte Bataillon operierte in den katholischen und nationalistischen Enklaven im Norden (Ardoyne, New Lodge und Ligoniel), Süden (The Markets und Lower Ormeau) sowie im Osten (Short Strand) der Stadt.

## Gründung
In der Folge der nordirischen Unruhen von 1969 waren in Belfast viele Republikaner der Meinung, dass die IRA die katholische und nationalistische Gemeinschaft in der Stadt im Stich gelassen hätte, da sie die Angriffe auf katholische Viertel und Straßen sowie das Abbrennen deren Häuser durch Loyalisten nicht verhinderte. Billy McKee beschuldigte den damaligen Kommandanten der Brigade Billy McMillen sowie die IRA-Führung in Dublin. So hätten sie es versäumt Waffen, Pläne oder Personal zu besorgen, um die katholischen Straßen zu verteidigen. Am 22. September platzten McKee und eine Reihe weiterer bewaffnete IRA-Männer in ein Stabstreffen der Brigade, das von McMillen einberufen wurde, und versuchten ihn als Befehlshaber der IRA in Belfast abzusetzen. Mit dieser Forderung hatten sie zwar keinen Erfolg, jedoch schlossen beide Fraktionen den Kompromiss, dass die IRA in Belfast von der IRA-Führung in Dublin keine Befehle mehr entgegennehmen werde. Im Dezember des Jahres spaltete sich die IRA in die Provisional IRA, die sich aus traditionellen Militaristen wie McKee zusammensetzte, und in die Official IRA, die aus den Resten der marxistischen Führung vor der Spaltung bestand sowie deren Anhängern. McKee stellte sich auf die Seite der Provisionals und saß in ihrem ersten Führungsgremium (Provisional Army Council), das im September 1970 gebildet wurde. Im Jahr 1969 gingen neun von dreizehn IRA-Einheiten in Belfast zu den Provisionals über. Das entsprach rund 120 Aktivisten und 500 Anhängern. Nach der Spaltung der IRA Ende 1969 war die Belfast Brigade eine der ersten aktiven Einheiten der Provisional IRA.

## Geschichte

### Der Beginn der bewaffneten Kampagne
McKee wurde der erste Kommandant (Officer Commanding;OC) der Provisional IRA Belfast Brigade. Von Anfang an gab es eine andauernde Fehde zwischen McKees Männern und seinen ehemaligen Kameraden in der Official IRA, da beide Fraktionen um die Kontrolle der nationalistischen Gebiete wetteiferten. Allerdings gewannen die Provisionals schnell die Oberhand, aufgrund ihrer Profilierung als die zuverlässigeren Verteidiger der katholischen Gemeinde.
Durch eine Aktion, die er am 27. Juni 1970 unternahm, steuerte McKee selbst einen großen Beitrag zu diesem Ruf bei. Nach einer Parade des Oranier-Ordens in der Gegend um Ardoyne, im Norden Belfasts, brachen Krawalle aus, bei denen drei Protestanten durch Schießereien zwischen der Provisional IRA und Loyalisten getötet wurden. Als Reaktion bereiteten sich Loyalisten darauf vor, die ungeschützte katholische Enklave Short Strand in Ost-Belfast anzugreifen. Als McKee dies hörte, fuhr er mit einigen bewaffneten Männern nach Short Strand und bezog Stellung in der St. Matthew’s Church. In der anschließenden fünf Stunden andauernden Schießerei wurde McKee verwundet und einer seiner Männer zusammen mit mindestens vier protestantischen Angreifern getötet.
Die Führung der Provisional IRA hatte von Beginn an geplant ihre Aktivitäten zu erweitern und aus den anfangs rein defensiven Operationen zu einer offensiven Kampagne überzugehen, die die britische Herrschaft in Nordirland beenden sollte. Aber dies wurde erst möglich als sich im Laufe des Jahres 1970 die Beziehung der katholischen Gemeinde zur britischen Armee rapide verschlechterten. Vorher wurde die Armee von den meisten Katholiken, im Gegensatz zur nordirischen Polizei Royal Ulster Constabulary (RUC), als neutrale Schutzmacht gegen loyalistische Übergriffe angesehen und bei ihrer Entsendung 1969 freudig empfangen. Diese Verschlechterung ist auf die harte Behandlung der Armee gegenüber den Katholiken und Nationalisten zurückzuführen, da die Armee zur Bekämpfung der republikanischen Paramilitärs nun oft überzogen durchgriff. Ein Beispiel dafür war die 3-tägige Ausgangssperre der Lower Falls. Nur knapp eine Woche nach der „Verteidigung“ von Short Strand durch die Provos riegelte die Armee vom 5. – 7. Juli 1970 mit bis zu 3000 britischen Soldaten die Lower Falls ab und führte eine aggressive Suche nach Waffen durch – eine Episode, welche im Volksmund als Vergewaltigung der Falls einging. Dabei wurden fünf Zivilisten getötet und es gab mehr als 60 Verletzte bei Kämpfen zwischen den Soldaten und der Official IRA (die zu dieser Zeit die dominante Fraktion der IRA in diesem Teil von Belfast war). Mehr als 300 Personen wurden verhaftet, wobei die Armee in diesem Gebiet zentnerweise CS-Gas versprühte.
Nach diesem Vorfall verlagerte die Belfast Brigade ihre Strategie von „Verteidigung“ auf „Vergeltung“ und im Januar 1971 begann sie Angriffe auf Patrouillen der Armee und RUC zu starten. Am 5. Februar 1971 töteten die Belfaster Provisionals mit Robert Curtis den ersten britischen Soldaten. Schütze soll Billy Reid gewesen sein, der später bei einem Schusswechsel mit einer Armeeeinheit in der Gegend von New Lodge getötet wurde. In anderen Auseinandersetzungen in der Stadt während der gleichen Nacht wurden in Feuergefechten mit der Armee ebenfalls ein IRA-Mann und zwei katholische Zivilisten getötet. Danach waren Schusswechsel zwischen der IRA in Belfast und den Sicherheitskräften an der Tagesordnung. Bis Juli 1971 starben in der Stadt zehn britische Soldaten durch die IRA.
Am 15. April 1971 wurde McKee, zusammen mit Proinsias MacAirt, von der britischen Armee wegen des Besitzes einer Handfeuerwaffe verhaftet. Er wurde für den Besitz der Waffe verurteilt und im Crumlin Road Jail inhaftiert. Deshalb übernahm Joe Cahill als OC die Belfast Brigade.
In den frühen Jahren des Nordirlandkonfliktes entwickelte sich die IRA in Belfast rapide. Im August 1969 hatte die Belfast Brigade nur 50 aktive Mitglieder. Am Ende des Jahres 1971 hatte sie 1.200 Mitglieder. Diese verliehen ihr zwar eine große, aber auch schwerer zu kontrollierende Struktur.
Während dieser Zeit autorisierte Joe Cahill den Beginn von Bombenanschlägen der IRA, wie auch die Intensivierung der Angriffe auf britische Truppen und die RUC. Sein eigenes Hauptquartier befand sich in einem Haus in Andersonstown. Von dort aus fuhr er regelmäßig durch die Stadt, um die einzelnen Operationen der IRA zu koordinieren.

### Internierung und die Eskalation der Gewalt
Am 9. August 1971 begann die britische Armee mit der Operation Demetrius, was die Einführung von Internierungen Verdächtiger ohne vorherige Anklage bedeutete (Internment-Politik). Diese Politik sollte zur Verhaftung der IRA-Führer beitragen. Am folgenden Tag hielt Joe Cahill eine Pressekonferenz in einer Schule im Stadtteil Ballymurphy ab und erklärte, dass die Operation ein Misserfolg sei. Er sagte: „Wir haben einen Brigade-Offizier und einen Bataillons-Offizier verloren. Der Rest sind Freiwillige oder Privates, wie sie in der britischen Armee sagen würden.“ Cahill musste dennoch in die Republik Irland fliehen, um der Festnahme zu entgehen. Deshalb übernahm Seamus Twomey Cahills Position als OC und somit das Kommando der Belfast Brigade.
Als die britischen Truppen in die nationalistischen Gebiete von Belfast einmarschierten, um paramilitärische Verdächtige festzunehmen, gab es während der ersten drei Tagen, die auf die Einführung der Internierungen folgten, heftige Ausschreitungen und Gefechte in diesen Gegenden. Bei den Auseinandersetzungen wurden insgesamt 17 Menschen getötet. Darunter waren u. a. auch zwei Provisional IRA-Mitglieder und drei britische Soldaten. Im weiteren Verlauf des Jahres 1971 wurden 37 britische Soldaten und 97 Zivilisten getötet. 1972 erhöhte sich die Zahl der Todesopfer noch weiter. Der Zeitraum war ebenfalls für die IRA verlustreich. Das zweite Bataillon der Belfast Brigade verlor zum Beispiel in den 12 Monaten nach August 1971 alleine 20 IRA-Freiwillige.
Vom 26. Juni bis zum 10. Juli 1972 erklärte die Führung der Provisional IRA einen Waffenstillstand und hielt Gespräche mit der britischen Regierung ab. Doch dieser Waffenstillstand brach, als es zu einer Konfrontation zwischen der IRA Belfast Brigade und der britischen Armee in Lenadoon, West-Belfast, kam. Die IRA vor Ort bestand darauf, dass katholische Familien, die gezwungen worden waren aus protestantischen Gebieten zu fliehen, in Häuser untergebracht werden, die von protestantischen Familien geräumt wurden, da diese aus dem vorwiegend nationalistischen Lenadoon geflohen waren. Die loyalistische Ulster Defence Association (UDA) drohte wiederum damit, die Häuser niederzubrennen, falls sie von Katholiken besetzt würden. Als die katholischen Familien versuchten sich dort einzuquartieren, stoppte sie die Armee, was einen Aufruhr mit der örtlichen katholischen Bevölkerung verursachte. Seamus Twomey, Kommandant der Belfast Brigade, erklärte, dass die Briten gegen die Waffenruhe verstoßen hätten. Kurz darauf eröffneten seine Männer das Feuer auf die Soldaten. Seán Mac Stíofáin, der IRA-Stabschef, verkündete als Reaktion auf die Ereignisse in Belfast noch in der gleichen Nacht offiziell das Ende der Waffenruhe.
Zusätzlich zu den Angriffen auf die britische Armee waren die Bombenanschläge auf kommerzielle Ziele, wie Geschäfte und Firmen, ein zentraler Bestandteil der Belfast Brigade-Kampagne. Das verheerendste Beispiel für die Anschlagsserie der Provisionals gegen kommerzielle Ziele war der Bloody Friday am 21. Juli 1972, bei dem in der Innenstadt von Belfast innerhalb einer Stunde 22 Bomben explodierten, die neun Personen töteten und 130 verletzten. Obwohl die meisten der IRA-Anschläge auf kommerzielle Ziele, laut Eigenaussage der Organisation, nicht ausgeführt wurden um Menschen zu töten oder zu verletzen, geschah es trotzdem immer wieder. Ein weiteres Beispiel hierfür war der Anschlag auf das Abercorn Restaurant in Belfast im Jahr 1972, bei dem zwei Menschen getötet und 130 verwundet wurden.

### Rückschläge – Operation Motorman und Verhaftungen
Bis 1972 kontrollierten die Provos de facto viele nationalistische Gebiete von Belfast und stellten permanente Besatzungen für Checkpoints und Barrikaden auf. Aber diese No go areas wurden als Reaktion auf die Bombenanschläge vom Bloody Friday 1972 von der britischen Armee in einer großen Aktion namens Operation Motorman wieder eingenommen. Die britischen Sicherheitskräfte fingen nun an befestigte Posten im republikanischen West Belfast zu bauen. Damit schränkten sie die Bewegungsfreiheit der IRA erheblich ein. Nach diesem Rückschlag wurde Seamus Twomey, der den Bloody Friday autorisierte, als Brigade-Kommandeur von Gerry Adams und Ivor Bell (Adams Stellvertreter) abgelöst. Adams hatte diesen Posten für zehn Monate inne, bevor er von britischen Truppen im Juli 1973 verhaftet und interniert wurde. Die Briten schafften es, auch die nächsten drei Kommandanten der Belfast Brigade im Laufe des nächsten Jahres zu verhaften: Ivor Bell, der den Posten von Juli 1973 bis Januar 1974 hielt, Seán Convey, der dies nur zwei Monate schaffte, bevor er im März 1974 verhaftet wurde, und Brendan Hughes, der im Mai 1974 verhaftet wurde. Diese Rückschläge waren bezeichnend für den Druck auf die IRA in Belfast, die in diesem Zeitraum von Verhaftungen hart getroffen wurde.
Nach 1972 ging die Zahl der von der IRA getöteten britischen Soldaten in Belfast schlagartig zurück. 1972 tötete die Provisional IRA 145 Mitglieder der Sicherheitskräfte, die meisten davon in Belfast. Um 1974 hatte sich diese Zahl auf 40 reduziert. Daraufhin änderte die Belfast Brigade ihre Taktik, um die schweren Verluste an Getöteten oder Gefangenen, die sie bis zu diesem Zeitpunkt erlitten hatte, zu kompensieren. Die Brigade verzichtete wegen der zahlreichen Verhaftungen und der erhöhten Armee-Präsenz auf offene Konfrontationen mit der Armee und ersetzte sie durch Attacken von Heckenschützen. Darüber hinaus zwang die Abscheu in der Bevölkerung, welche der Bloody Friday hervorrief, die Provisionals zeitweilig auf weitere Anschläge mit Autobomben zu verzichten.

### Die Waffenruhe von 1975
Teils als Folge der erlittenen Verluste durch Verhaftungen in diesem Zeitraum, teils als Ergebnis von geheimen Verhandlungen zwischen der Führung der IRA und der britischen Regierung, gab die Provisional IRA einen zweiten Waffenstillstand von Januar 1975 bis Januar 1976 bekannt. Die Belfast Brigade begrüßte diese Kampfpause größtenteils. Unter den Bedingungen der Waffenruhe beendete sie offensive Operationen gegen die britischen Streitkräfte. Im Gegenzug finanzierte die britische Administration sogenannte republikanische incident centres in nationalistischen Teilen von Belfast, die den Waffenstillstand kontrollieren sollten und bei denen sich katholische Anwohner über die Sicherheitskräfte beschweren konnten. Diese entwickelten sich jedoch faktisch zu Büros für Sinn Féin. Trotzdem gab es bei den Sicherheitskräften die Hoffnung, dass dadurch die Entwicklung des politischen Flügels innerhalb der republikanischen Bewegung vorangebracht werde und dieser über seinen militärischen Flügel siegt. Aber in der Praxis brachte die Waffenruhe aber kaum eine Verringerung der Gewalt in Belfast. Die loyalistischen Paramilitärs befürchteten geheime Absprachen zwischen der IRA und der Regierung. So intensivierten sie ihre Morde an katholischen Zivilisten und töteten zwischen 1974 und 1976 mehr als 300. Billy McKee, der nach seiner Haft zu dieser Zeit wieder Kommandant der Belfast Brigade war, reagierte hierauf mit Vergeltungsangriffen auf protestantische Zivilisten. Die IRA führte zwischen 1974 und 1976 insgesamt 91 sektiererische Morde aus, viele von ihnen in Belfast. Eine der berüchtigtsten Attacken fand am 13. August 1975 statt, als ein IRA-Team unter der Leitung von Brendan McFarlane in Belfasts protestantischer Shankill Road mit einem Maschinengewehr Bayardo's Bar unter Dauerbeschuss nahm. Dabei wurden fünf Menschen getötet und 40 verletzt. Der Angriff sollte Mitgliedern der Ulster Volunteer Force (UVF) gelten, die die Bar angeblich auch aufsuchten, jedoch hatte nur einer der Toten paramilitärische Verbindungen.
McKee wurde von vielen Republikanern heftig kritisiert, da er mit der Belfaster IRA in eine sektiererische Mord Kampagne hineingerutscht sei. Seine Kritiker waren jedoch noch verärgerter über eine Order, in der er Mitte 1975 zum Angriff auf die noch vorhandene Official IRA in Belfast aufrief, um diese Organisation endgültig zu zerschlagen. Die daraus folgende Fehde führte zum Tod von 11 republikanischen Paramilitärs und einer Reihe nationalistischer Zivilisten, wie z. B. der Leiter der Falls Road Taxi-Vereinigung, deren Geschäft mit den Provisionals in Verbindung gebracht wird. Darüber hinaus behaupteten McKees Kritiker, darunter vor allem Gerry Adams und Danny Morrison, dass die Disziplin in der Belfast Brigade in dieser Zeit zusammenbrach, was einige der IRA-Freiwilligen in die organisierte Kriminalität abrutschen ließ. Außerdem waren die britischen Geheimdienste auch in der Lage während der Waffenruhe mehr Informanten innerhalb der IRA zu rekrutieren und Informationen zu sammeln.
Deshalb nahmen viele Freiwillige der IRA in Belfast das Ende des Waffenstillstandes im Januar 1976 fast mit Erleichterung auf und begrüßten es.

### Reorganisation
Viele Mitglieder in der IRA argumentierten, dass die Waffenruhe fast zu einer Niederlage der Bewegung geführt hätte. Eine Gruppe von jungen Provisionals aus Belfast unter der Führung von Gerry Adams und Ivor Bell, die beide aus der Internierung 1976 entlassen wurden, war entschlossen eine Umstrukturierung der IRA vorzunehmen. Zuerst verdrängten sie Billy McKee als OC der Belfast Brigade. Sie warfen ihm vor, dass er die Brigade demoralisiere sowie durch die sektiererischen und inner-republikanischen Fehden diskreditiere.
Durch ihren dadurch neu gewonnenen Einfluss in der gesamten IRA, reformierten sie danach die alten IRA-Strukturen. So reduzierte sich die Zahl der Freiwilligen erheblich, die sich an Anschläge beteiligten. Außerdem organisierten sie diese in geschlossene Zellen (Active Service Units), so dass die Informationen, die ein IRA-Mann über die Organisation hatte, nur auf seine 5 oder 6 Zellenmitglieder beschränkt blieb. Dieser Prozess verringerte auch stark die Zahl der aktiven Freiwilligen der IRA in Belfast. Auf ihrem Höhepunkt in den frühen 1970er Jahren hatte die Brigade bis zu 1.500 Mitglieder. In den frühen 1980er Jahren sank die Anzahl auf etwa 100 Männer in Active Service Units und weiteren 200–300 in Nachschubeinheiten. Die Zellenstruktur ging ebenfalls mit einer stärkeren Kontrolle der Brigade-Führung über die Freiwilligen einher, da alle Waffen von einem Quartiermeister verwaltet wurden, der zu jeder Einheit Kontakt hielt, und konnten nur dann verwendet werden, wenn die Brigade-Führung die Operationen genehmigte.

### Hungerstreik-Periode
Die neue Zellenstruktur der IRA wurde durch den Hungerstreik von 1981 teilweise untergraben. Während der Massenproteste, die aus der Solidarität der Bevölkerung mit den Gefangenen entstanden, wurden IRA-Mitglieder in Belfast aufgefordert die Ausschreitungen gegen die RUC und Armee in nationalistischen Gegenden zu leiten. Als Folge schafften es die britischen Sicherheitskräfte viele IRA-Mitglieder zu identifizieren und Informationen über sie einzuholen, was sich, nachdem die Zellenstruktur eingeführt worden war, als schwierig erwiesen hatte.

### Supergrasses
In den 1980er Jahren wurde die Belfast Brigade durch den Gebrauch von speziellen Informanten der Sicherheitskräfte, den sogenannten supergrasses (Super Petzer), hart getroffen. Diese waren IRA-Männer, die sich nach der Verhaftung aus Angst vor einer langjährigen Haftstrafe als Spione von der RUC anwerben ließen oder denen man die Immunität vor Strafverfolgung im Gegenzug für die Aussagen gegen andere IRA-Männer anbot. Obwohl es letztendlich nur wenige rechtskräftige Verurteilungen von IRA-Männern durch das Supergrass-System gab, führte es doch dazu, dass viele IRA-Freiwillige verhaftet wurden und eine lange Zeit im Gefängnis saßen während sie auf ihre Gerichtsverhandlung warteten.
Das erste Mal wurde diese Taktik 1981 nach der Verhaftung des Belfaster IRA-Mannes Christopher Black angewandt. Nach der Zusicherung, dass er vor Strafverfolgung geschützt sei, machte Black Aussagen, die zu 38 Verhaftungen führten. Am 5. August 1983 wurden 22 Mitglieder der Provisional IRA aufgrund von Blacks Anschuldigungen zu insgesamt 4.000 Jahren Gefängnis verurteilt. 18 dieser Verurteilungen wurden im Berufungsverfahren am 17. Juli 1986 jedoch wieder aufgehoben, da der zuständige Richter die Aussagen eines einzelnen Mannes oft als einziger Beweise gegen Angeklagte ohne weitere Beweise nicht anerkannte. Bis zu 600 Paramilitärs wurden im Rahmen der Supergrass-Regelung verhaftet. Viele von ihnen kamen aus der IRA Belfast Brigade.
Die anschließende Angst vor Denunzianten in der Belfast Brigade, aber auch die Infiltration durch die Sicherheitskräfte, haben viel zur Verringerung der Wirksamkeit ihrer Einheiten beigetragen. Während die Belfast Brigade in den 1970er Jahren die aktivste der vier Brigaden war, änderte sich dies in den 1980er und 1990er Jahren. Somit bekamen die ländlichen IRA-Einheiten, wie die East Tyrone Brigade und South Armagh Brigade, eine immer größere Bedeutung innerhalb der Organisation.
2005 wurde Denis Donaldson, ein ehemaliger IRA-Mann und hochrangiger Sinn Féin Vertreter in Belfast, als Informant 'geouted'. Später ermordete man ihn in seinem Ferienhaus in Donegal. Der höchstrangige mutmaßliche Informant in der Belfaster IRA ist Freddie Scappaticci, dieser war zweiter Kommandant der IRA Internal Security Unit von 1980 bis 1990. Scappattici leugnet die Vorwürfe, dass er ein Informant sei, bis heute. Doch die Tatsache, dass die Anschuldigungen als glaubwürdig gelten, zeigt, wie das Ausmaß von Informanten die IRA in Belfast durchdrang.

### 1980er und 1990er Jahre
Im Jahr 1988 wurden drei unbewaffnete IRA-Mitglieder der Belfast Brigade von der Special Air Service (SAS) getötet, während sie einen Anschlag in Gibraltar vorbereiteten. Ihre gemeinsame Beerdigung auf dem Milltown Cemetery wurde von einem loyalistischen Fanatiker namens Michael Stone angegriffen. Er tötete drei Friedhofbesucher, von denen einer Mitglied in der IRA war. Auf der Beerdigung dieses getöteten Freiwilligen fuhren zwei bewaffnete britische Soldaten, die jedoch zu diesem Zeitpunkt außer Dienst waren, in die Trauerprozession. Sie wurden geschlagen und anschließend von IRA-Mitgliedern getötet (Corporals killings).
In den späten 1980er und frühen 1990er Jahren intensivierten die loyalistischen Paramilitärs erneut ihre Morde an Katholiken. Als Reaktion darauf versuchte die IRA in Belfast loyalistische Führer zu ermorden. Sie wollte sektiererische Vergeltungsmaßnahmen gegen protestantische Zivilpersonen, wie sie sich in den 1970er Jahren ereigneten, vermeiden. Allerdings verübte die Brigade 1993 bei einem Versuch die Führung der Ulster Defence Association auszulöschen, eine der schlimmsten Gräueltaten der gesamten IRA-Kampagne. Zwei Freiwillige aus Ardoyne, West Belfast, wurden beauftragt einen Bombenanschlag auf ein Fischgeschäft in der Shankill Road zu verüben, da sich dort Johnny Adair und andere UDA-Männer regelmäßig trafen. Doch die Bombe explodierte vorzeitig und tötete einen der Bombenleger, Thomas Begley, und neun protestantische Zivilisten. Weitere 58 wurden verletzt. Die loyalistischen Paramilitärs waren nicht im Gebäude.
Die von den Morden zwischen der IRA und den Loyalisten erzeugte Spirale der Gewalt endete erst im August 1994, nachdem die IRA einen einseitigen Waffenstillstand vermeldete.
Trotz der Aufkündigung dieses Waffenstillstandes durch die IRA in den Jahren 1996–1997, blieb die Belfast Brigade in dieser Zeit weiterhin militärisch inaktiv.

## Heute
Nach dem erneuten Waffenstillstand von 1997, der bis heute gilt, hat die IRA Belfast Brigade zum größten Teil keine bewaffneten Aktivitäten mehr durchgeführt. Allerdings setzte sie ihre Waffen weiterhin für ein paar Aktionen ein. Ende 1997 und Anfang 1998 erschossen loyalistische Paramilitärs mehrere katholische Zivilisten. Dies war eine Reaktion auf die Tötung des Anführers der Loyalist Volunteer Force (LVF), Billy Wright, der von der Irish National Liberation Army (INLA) ermordet wurde. Die IRA in Belfast tötete daraufhin zur Vergeltung ein ranghohes Mitglied der Ulster Defence Association (UDA).
Im Jahr 2004 wurde die Brigade beschuldigt die “Northern Bank robbery” durchgeführt zu haben, den bis dahin größten Bankraub in Großbritannien oder Irland aller Zeiten. Dies ist allerdings nie bewiesen worden. Des Weiteren töteten mehrere IRA-Mitglieder Ende 2004 den Katholiken Robert McCartney bei einer Pubschlägerei in der Short Strand. Danach vernichteten andere Mitglieder der IRA die Beweise für die Ermordung und schüchterten McCartneys Verwandte ein, die eine Verurteilung der Mörder forderten. Im Sommer 2005 entwaffnete sich die IRA nahezu komplett. Obwohl keine Einzelheiten dieses Prozesses offengelegt wurden, nimmt man trotzdem an, dass die meisten Waffen der Belfast Brigade zerstört worden sind.

## Verluste
Während des Nordirlandkonfliktes wurden insgesamt 105 Mitglieder der PIRA Belfast Brigade getötet. Von ihnen kamen 19 aus dem ersten Bataillon, 41 aus dem zweiten Bataillon und 45 aus dem dritten Bataillon.